# واودرویل
واودرویل (به فرانسوی: Vaudreuille) یک کامین در فرانسه است که در Canton of Revel واقع شده‌است.

## خصوصیات
واودرویل ۱۱٫۳ کیلومترمربع مساحت و ۳۴۱ نفر جمعیت دارد و ۲۷۰ متر بالاتر از سطح دریا واقع شده‌است.